# Démographie de la Guinée
Cet article contient des statistiques concernant la démographie de la Guinée.

## Évolution de la population

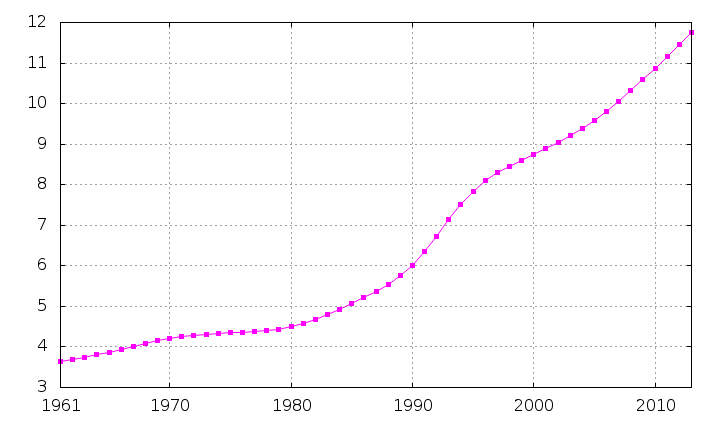
Évolution démographique